# سول جونگ هوان
سول جونگ هوان (کره‌ای: 설정환؛ زادهٔ ۵ نوامبر ۱۹۸۵) بازیگر و مدل اهل کره جنوبی است.

## فیلم‌شناسی

### مجموعه تلویزیونی
| سال       | عنوان                                  | نقش                           | شبکه       |
| --------- | -------------------------------------- | ----------------------------- | ---------- |
| ۲۰۱۲      | اچ‌دی‌تی‌وی لیترچر «دنیای بی‌پایان ادبیات» |                               | کی‌بی‌اس۱    |
| ۲۰۱۶      | پاک!                                   | سوک وون                       | اس‌بی‌اس     |
| ۲۰۱۶      | دوبار ازدواج با دخترم                  | پارک سو چول                   | اس‌بی‌اس     |
| ۲۰۱۷      | عشق زیباست، زندگی فوق‌العاده است        |                               | اس‌بی‌اس     |
| ۲۰۱۷      | معلم اوه سون نام                       | کانگ وون گیل                  | ام‌بی‌سی     |
| ۲۰۱۷      | دختر پرروی من                          | منگ گوانگ سو                  | اس‌بی‌اس     |
| ۲۰۱۸      | خنده در وایکیکی                        | لی یون سوک (قسمت‌های ۱–۲ و ۱۱) | جی‌تی‌بی‌سی   |
| ۲۰۱۸      | شوهر من آقای اوه                       | هان سونگ ته                   | ام‌بی‌سی     |
| ۲۰۱۹      | عشق زیباست، زندگی فوق‌العاده است        | سول جونگ هوان (حضور افتخاری)  | کی‌بی‌اس۲    |
| ۲۰۱۹      | خانواده ناخواسته                       | بونگ چون دونگ                 | کی‌بی‌اس۱    |
| ۲۰۲۱      | خواهران انقلابی                        | هو گی جین                     | کی‌بی‌اس۲    |
| ۲۰۲۲      | براوو زندگی من                         | سو جه سوک (قسمت‌های ۱–۵)       | کی‌بی‌اس۱    |
| ۲۰۲۲–۲۰۲۳ | بادکنک قرمز                            | کوان ته گی                    | تی‌وی چوسان |

## جوایز و نامزدی‌ها
| سال  | مراسم جوایز         | دسته                              | نامزد / اثر      | نتیجه |
| ---- | ------------------- | --------------------------------- | ---------------- | ----- |
| ۲۰۱۹ | جوایز درامای کی‌بی‌اس | بازیگر برتر مرد در یک درام روزانه | خانواده ناخواسته | برنده |